# 탁도

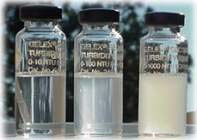
5, 50, 500 NTU의 탁도 표준액

탁도(濁度, turbidity) 또는 혼탁도(混濁度)는 보통 육안으로도 확인할 수 있는 많은 수의 입자로 인해 액체가 혼탁하게 보이는 정도이다. 탁도 측정은 수질을 검사하는 데에 아주 중요하다. 또한 미생물학에서도 세균 현탁액의 탁도는 세균 세포의 수와 관련이 있으므로 맥팔랜드 표준액과 같은 탁도 표준액이 이용된다.
액체에는 다양한 크기의 고체 부유물이 들어 있을 수 있다. 부유물이 충분히 크고 무거우며 용기가 바로 서 있다면 용기 바닥으로 빠르게 가라앉는다. 그러나 아주 작은 입자는 표본을 주기적으로 휘저어 주거나 입자가 콜로이드성인 경우, 아주 느리게 가라앉거나 아예 계속 떠 있을 수 있다. 이 작은 고체 입자들이 액체가 혼탁하게 보이도록 만든다.
탁도는 유리나 플라스틱과 같은 투명한 고체에도 쓰이는 용어이다. 플라스틱 생산에서 탁도는 입사하는 빛의 방향에서 2.5° 이상 편향된 빛의 비율(%)로 정의된다.

## 같이 보기
- 수질